# César Benattar
Pour les articles homonymes, voir Benattar.
César Benattar (arabe : سيزار بن عطار), né en 1868 et décédé en 1937, est un écrivain tunisien.
Avocat au barreau de Tunis, il publie avec Abdelaziz Thâalbi et Hédi Sebaï L'Esprit libéral du Coran (1912) qui plaide en faveur de l'éducation des filles et de la suppression du hidjab.
En 1923, il édite à Paris Le Bled en lumière, un recueil de contes qui fait une large place au folklore des Juifs tunisiens. Il rédige également une étude intitulée « Les colonies israélites de Tunisie » publiée dans Histoire de la ville de Tunis de Roger Dessort en 1926. L'année suivante, il écrit un conte appelé Le cinéma aux enfers qui fait un bilan du protectorat français de Tunisie, mettant en scène des personnalités comme Mustapha Khaznadar, Kheireddine Pacha et Charles Lavigerie.